# Larraul
Larraul è un comune spagnolo di 145 abitanti situato nella comunità autonoma dei Paesi Baschi.